# Lista över medaljörer vid olympiska vinterspelen 2002
Detta är en lista över medaljörer i olympiska vinterspelen 2002. OS 2002 hölls i Salt Lake City i USA. Se även listan över den nationella och individuella medaljfördelningen vid olympiska vinterspelen 2002.
Johann Mühlegg, Spanien, vann tre guld i längdskidåkningen (30 km, 50 km, 10+10 km) men testades positivt för Nesp. Ryskorna Larissa Lazutina och Olga Danilova (guld på 15 km klassiskt och silver i 5+5 km) testades också positivt för Nesp. Alain Baxter, Storbritannien, som tog brons i slalom, testades positivt för metamfetamin.
Alla medaljer som de dopade idrottarna vann tog IOK tillbaka.

## Alpin skidåkning

### Herrar
| Gren        | Guld                | Silver             | Brons              |
| Störtlopp   | Fritz Strobl        | Lasse Kjus         | Stephan Eberharter |
| Super-G     | Kjetil André Aamodt | Stephan Eberharter | Andreas Schifferer |
| Kombination | Kjetil André Aamodt | Bode Miller        | Benjamin Raich     |
| Storslalom  | Stephan Eberharter  | Bode Miller        | Lasse Kjus         |
| Slalom      | Jean-Pierre Vidal   | Sébastien Amiez    | Benjamin Raich     |

### Damer
| Gren        | Guld               | Silver          | Brons          |
| Störtlopp   | Carole Montillet   | Isolde Kostner  | Renate Götschl |
| Super-G     | Daniela Ceccarelli | Janica Kostelić | Karen Putzer   |
| Kombination | Janica Kostelić    | Renate Götschl  | Martina Ertl   |
| Storslalom  | Janica Kostelić    | Anja Pärson     | Sonja Nef      |
| Slalom      | Janica Kostelić    | Laure Pequegnot | Anja Pärson    |

## Backhoppning

### Herrar
| Gren         | Guld                                                                         | Silver                                                                              | Brons                                                                   |
| Lilla backen | Simon Ammann                                                                 | Sven Hannawald                                                                      | Adam Małysz                                                             |
| Stora backen | Simon Ammann                                                                 | Adam Małysz                                                                         | Matti Hautamäki                                                         |
| Lag          | Tyskland · Sven Hannawald · Stephan Hocke · Michael Uhrmann · Martin Schmitt | Finland · Matti Hautamäki · Veli-Matti Lindström · Risto Jussilainen · Janne Ahonen | Slovenien · Damjan Fras · Primoz Peterka · Robert Kranjec · Peter Žonta |

## Bob
| Gren              | Guld                                                                | Silver                                                             | Brons                                                    |
| Dubbel herrar     | Markus Zimmermann Christoph Langen                                  | Christian Reich Steve Anderhub                                     | Martin Annen Beat Hefti                                  |
| Fyra-manna herrar | Tyskland · André Lange · Enrico Kühn · Kevin Kuske · Carsten Embach | USA · Todd Hays · Randy Jones · Bill Schuffenhauer · Garrett Hines | USA · Brian Shimer · Mike Kohn · Doug Sharp · Dan Steele |
| Dubbel damer      | Jill Bakken Vonetta Flowers                                         | Sandra Prokoff Ulrike Holzner                                      | Susi Erdmann Nicole Herschmann                           |

## Curling
| Gren                | Guld                                                                                             | Silver                                                                                     | Brons                                                                                                |
| Herrarnas turnering | Norge · Torger Nergård · Bent Ånund Ramsfjell · Flemming Davanger · Lars Vågberg · Pål Trulsen   | Kanada · Ken Tralnberg · Don Walchuk · Carter Rycroft · Don Bartlett · Kevin Martin        | Schweiz · Marco Ramstein · Christof Schwaller · Markus Eggler · Damian Grichting · Andreas Schwaller |
| Damernas turnering  | Storbritannien · Margaret Morton · Rhona Martin · Deborah Knox · Fiona MacDonald · Janice Rankin | Schweiz · Nadia Röthlisberger · Luzia Ebnöther · Laurence Bidaud · Tanya Frei · Mirjam Ott | Kanada · Julie Skinner · Georgina Wheatcroft · Kelley Law · Diane Nelson · Cheryl Noble              |

## Freestyle

### Herrar
| Gren              | Guld          | Silver           | Brons            |
| Puckelpist herrar | Janne Lahtela | Travis Mayer     | Richard Gay      |
| Hopp herrar       | Aleš Valenta  | Joe Pack         | Aljaksej Hrysjyn |
| Puckelpist damer  | Kari Traa     | Shannon Bahrke   | Tae Satoya       |
| Hopp damer        | Alisa Camplin | Veronica Brenner | Deidra Dionne    |

## Ishockey

### Herrar
| Guld | Silver | Brons |
| --- | --- | --- |
| Kanada | USA | Ryssland |
| Mario Lemieux Paul Kariya Ed Jovanovski Curtis Joseph Jarome Iginla Simon Gagné Chris Pronger Mike Peca Owen Nolan Joe Nieuwendyk Scott Niedermayer Adam Foote Theo Fleury Martin Brodeur Eric Brewer Rob Blake Ed Belfour Steve Yzerman Ryan Smyth Brendan Shanahan Joe Sakic Al McInnis Eric Lindros | Bill Guerin Mike Dunham Chris Drury Aaron Miller Adam Deadmarsh Mike Richter Tom Poti Scott Young Doug Weight Keith Tkachuk Chris Chelios Tony Amonte Phil Housley Mike York Brian Rolston Tom Barrasso Gary Suter Jeremy Roenick Brian Rafalski Mike Modano Brian Leetch John LeClair Brett Hull | Yegor Podomatsky Danny Markov Alexei Kovalev A Vladimir Malakhov Alexei Zhamnov Sergej Gontjar Darius Kasparaitis Pavel Datsiuk Igor Kravchuk Oleg Tverdovsky Pavel Bure A Igor Larionov Sergei Fedorov C Alexej Jasjin A Nikolaj Chabibulin Boris Mironov Sergei Samsonov Valeri Bure Maxim Afinogenov Ilja Bryzgalov Ilja Kovaltjuk Andrei Nikolishin Oleg Kvasha |

### Damer
| Guld | Silver | Brons |
| --- | --- | --- |
| Kanada | USA | Sverige |
| Sami Jo Small Becky Kellar Colleen Sostorics Thérèse Brisson Cherie Piper Cheryl Pounder Lori Dupuis Caroline Ouellette Danielle Goyette Jayna Hefford Jennifer Botterill Hayley Wickenheiser Dana Antal Kelly Bechard Tammy Lee Shewchuk Kim St-Pierre Vicky Sunohara Isabelle Chartrand Cassie Campbell Geraldine Heaney | Sara Decosta Tara Mounsey Courtney Kennedy Angela Ruggiero Lyndsay Wall Karyn Bye Sue Merz Laurie Baker Andrea Kilbourne Allison Mleczko Jenny Potter Julie Chu Shelley Looney Krissy Wendell Katie King Cammi Granato Natalie Darwitz Chris Bailey Tricia Dunn-Luoma Sarah Tueting | Emelie Berggren Anna Andersson Maria Rooth Erika Holst Anna Vikman Evelina Samuelsson Maria Larsson Kristina Bergstrand Anne-Louise Edstrand Josefin Pettersson Lotta Almblad Joa Elfsberg Gunilla Andersson Nanna Jansson Therése Sjölander Ylva Lindberg Danijela Rundqvist Ulrica Lindström Kim Martin Annica Åhlén |

## Konståkning
| Gren              | Guld                                                            | Silver                        | Brons                                 |
| Soloåkning herrar | Alexej Jagudin                                                  | Jevgenij Plusjenko            | Timothy Goebel                        |
| Soloåkning damer  | Sarah Hughes                                                    | Irina Slutskaja               | Michelle Kwan                         |
| Paråkning         | Jelena Berezhnaya Anton Sikharulidze Jamie Salé David Pelletier | Inte utdelat                  | Shen Xue Zhao Hongbo                  |
| Isdans            | Marina Anissina Gwendal Peizerat                                | Irina Lobacheva Ilya Averbukh | Barbara Fusar Poli Maurizio Margaglio |

## Längdskidåkning

### Herrar
| Gren                     | Guld                                                                      | Silver                                                                          | Brons                                                                            |
| 10 km + 10 km jaktstart  | Thomas Alsgaard Frode Estil                                               | Inte utdelat                                                                    | Per Elofsson                                                                     |
| 15 km klassisk stil      | Andrus Veerpalu                                                           | Frode Estil                                                                     | Jaak Mae                                                                         |
| 50 km klassisk stil      | Michail Ivanov                                                            | Andrus Veerpalu                                                                 | Odd-Bjørn Hjelmeset                                                              |
| 30 km fri stil, masstart | Christian Hoffmann                                                        | Michail Botvinov                                                                | Kristen Skjeldal                                                                 |
| 1,5 km sprint            | Tor Arne Hetland                                                          | Peter Schlickenrieder                                                           | Cristian Zorzi                                                                   |
| 4 x 10 km stafett        | Norge · Anders Aukland · Frode Estil · Kristen Skjeldal · Thomas Alsgaard | Italien · Fabio Maj · Giorgio Di Centa · Pietro Piller Cottrer · Cristian Zorzi | Tyskland · Jens Filbrich · Andreas Schlütter · Tobias Angerer · René Sommerfeldt |

### Damer
| Gren                   | Guld                                                                               | Silver                                                               | Brons                                                                                            |
| 5 km + 5 km jaktstart  | Beckie Scott                                                                       | Kateřina Neumannová                                                  | Viola Bauer                                                                                      |
| 10 km klassisk stil    | Bente Skari                                                                        | Julia Tjepalova                                                      | Stefania Belmondo                                                                                |
| 30 km klassisk stil    | Gabriella Paruzzi                                                                  | Stefania Belmondo                                                    | Bente Skari                                                                                      |
| 15 km fristil masstart | Stefania Belmondo                                                                  | Kateřina Neumannová                                                  | Julia Tjepalova                                                                                  |
| 1,5 km sprint          | Julia Tjepalova                                                                    | Evi Sachenbacher-Stehle                                              | Anita Moen                                                                                       |
| 4 x 5 km stafett       | Tyskland · Manuela Henkel · Viola Bauer · Claudia Künzel · Evi Sachenbacher-Stehle | Norge · Marit Bjørgen · Bente Skari · Hilde G. Pedersen · Anita Moen | Schweiz · Andrea Huber · Laurence Rochat · Brigitte Albrecht Loretan · Natascia Leonardi Cortesi |

## Nordsk kombination

### Herrar
| Gren        | Guld                                                                     | Silver                                                                        | Brons                                                                          |
| Individuell | Samppa Lajunen                                                           | Jaakko Tallus                                                                 | Felix Gottwald                                                                 |
| Sprint      | Samppa Lajunen                                                           | Ronny Ackermann                                                               | Felix Gottwald                                                                 |
| Lag         | Finland · Jari Mantila · Hannu Manninen · Jaakko Tallus · Samppa Lajunen | Tyskland · Björn Kircheisen · Georg Hettich · Marcel Höhlig · Ronny Ackermann | Österrike · Christoph Bieler · Michael Gruber · Mario Stecher · Felix Gottwald |

## Rodel
| Gren           | Guld                                 | Silver                      | Brons                  |
| Singel, herrar | Armin Zöggeler                       | Georg Hackl                 | Markus Prock           |
| Dubbel, herrar | Patric-Fritz Leitner Alexander Resch | Brian Martin Mark Grimmette | Chris Thorpe Clay Ives |
| Singel, damer  | Sylke Otto                           | Barbara Niedernhuber        | Silke Kraushaar        |

## Short track

### Herrar
| Gren            | Guld                                                                                                 | Silver                                                                                               | Brons                                                    |
| 500 m           | Marc Gagnon                                                                                          | Jonathan Guilmette                                                                                   | Rusty Smith                                              |
| 1 000 m         | Steven Bradbury                                                                                      | Apolo Anton Ohno                                                                                     | Mathieu Turcotte                                         |
| 1 500 m         | Apolo Anton Ohno                                                                                     | Li Jiajun                                                                                            | Marc Gagnon                                              |
| 5 000 m stafett | Kanada · Éric Bédard · Marc Gagnon · Jonathan Guilmette · François-Louis Tremblay · Mathieu Turcotte | Italien · Michele Antonioli · Maurizio Carnino · Fabio Carta · Nicola Franceschina · Nicola Rodigari | USA · Li Jiajun · An Yulong · Li Ye · Feng Kai · Guo Wei |

### Damer
| Gren            | Guld                                                                    | Silver                                                      | Brons                                                                                            |
| 500 m           | Yang Yang (A)                                                           | Evgenia Radanova                                            | Wang Chunlu                                                                                      |
| 1 000 m         | Yang Yang (A)                                                           | Ko Gi-Hyun                                                  | Yang Yang                                                                                        |
| 1 500 m         | Ko Gi-Hyun                                                              | Choi Eun-Kyung                                              | Evgenia Radanova                                                                                 |
| 3 000 m stafett | Sydkorea · Choi Min-Kyung · Joo Min-Jin · Park Hye-Won · Choi Eun-Kyung | Kina · Yang Yang (A) · Yang Yang · Wang Chunlu · Sun Dandan | Kanada · Isabelle Charest · Marie-Eve Drolet · Amelie Goulet-Nadon · Alanna Kraus · Tania Vicent |

## Skeleton
| Gren          | Guld         | Silver          | Brons         |
| Singel herrar | Jim Shea     | Martin Rettl    | Gregor Stähli |
| Singel damer  | Tristan Gale | Lea Ann Parsley | Alex Coomber  |

## Skidskytte

### Herrar
| Gren               | Guld                                                                             | Silver                                                            | Brons                                                                          |
| 10 km Sprint       | Ole Einar Bjørndalen                                                             | Sven Fischer                                                      | Wolfgang Perner                                                                |
| 12,5 km Jaktstart  | Ole Einar Bjørndalen                                                             | Raphaël Poirée                                                    | Ricco Gross                                                                    |
| 20 km              | Ole Einar Bjørndalen                                                             | Frank Luck                                                        | Viktor Majgurov                                                                |
| 4 x 7,5 km Stafett | Norge · Halvard Hanevold · Frode Andresen · Egil Gjelland · Ole Einar Bjørndalen | Tyskland · Ricco Gross · Peter Sendel · Sven Fischer · Frank Luck | Frankrike · Gilles Marguet · Vincent Defrasne · Julien Robert · Raphaël Poirée |

### Damer
| Gren               | Guld                                                              | Silver                                                                                             | Brons                                                                            |
| 7,5 km Sprint      | Kati Wilhelm                                                      | Uschi Disl                                                                                         | Magdalena Forsberg                                                               |
| 10 km Jaktstart    | Olga Pyleva                                                       | Kati Wilhelm                                                                                       | Irina Nikulchina                                                                 |
| 15 km              | Andrea Henkel                                                     | Liv Grete Skjelbreid Poirée                                                                        | Magdalena Forsberg                                                               |
| 4 x 7,5 km Stafett | Tyskland · Katrin Apel · Uschi Disl, Andrea Henkel · Kati Wilhelm | Norge · Ann-Elen Skjelbreid · Linda Tjørhom · Gunn Margit Andreassen · Liv Grete Skjelbreid-Poirée | Ryssland · Olga Pyleva · Galina Kukleva · Svetlana Isjmuratova · Albina Achatova |

## Skridskor

### Herrar
| Gren     | Guld               | Silver            | Brons         |
| 500 m    | Casey FitzRandolph | Hiroyasy Shimizu  | Kip Carpenter |
| 1 000 m  | Gerard van Velde   | Jan Bos           | Joey Cheek    |
| 1 500 m  | Derek Parra        | Jochem Uytdehaage | Ådne Søndrål  |
| 5 000 m  | Jochem Uytdehaage  | Derek Parra       | Jens Boden    |
| 10 000 m | Jochem Uytdehaage  | Gianni Romme      | Lasse Sætre   |

### Damer
| Gren    | Guld                | Silver            | Brons              |
| 500 m   | Catriona LeMay Doan | Monique Garbrecht | Sabine Völker      |
| 1 000 m | Christine Witty     | Sabine Völker     | Jennifer Rodriguez |
| 1 500 m | Anne Friesinger     | Sabine Völker     | Jennifer Rodriguez |
| 3 000 m | Claudia Pechstein   | Renate Groenewold | Cindy Klassen      |
| 5 000 m | Claudia Pechstein   | Gretha Smit       | Clara Hughes       |

## Snowboard
| Gren                        | Guld           | Silver              | Brons             |
| Halfpipe, herrar            | Ross Powers    | Danny Kass          | Jarret Thomas     |
| Parallellstorslalom, herrar | Philipp Schoch | Richard Richardsson | Chris Klug        |
| Halfpipe, damer             | Kelly Clark    | Dorianne Vidal      | Fabienne Reuteler |
| Parallellstorslalom, damer  | Isabelle Blanc | Karine Ruby         | Lidia Trettel     |